# Ampulex compressa
Ampulex compressa är en stekel inom släktet Ampulex som har ett solitärt och parasitiskt levnadssätt. Den parasiterar på kackerlackor genom att förgifta kackerlackan och sedan använda den som en levande näringskälla till sina larver. Det beteende som stekelns gift orsakar hos kackerlackan har kallats zombie-liknande, då offret lever men lyder predatorn.

## Utseende
Ägget är vitt, cylindriskt och omkring 2,5 mm långt och 0,7 mm brett vid bredaste punkten. Det har rundade ändar och micropylen (den por varigenom spermien befruktar ägget) är belägen på den främre delen av ägget.
I det första larvutvecklingsstadiet har larven en vit och cylindrisk kropp med tydliga segment, den är ungefär 3 mm lång och 0,8 mm bred. Spiraklerna (andningshålen) är bruna och kroppen täcks av piggar som är omkring 1-2 µm, tätare baktill och mellan segment. Huvudet är opigmenterat bortsett från bruna detaljer, mundelarna är reducerade med mandibler (käkar) som är ungefär 170 µm långa, och har tre tänder. 
Stekeln i det andra larvutvecklingsstadiet utvecklar en ljusgul kropp, omkring 6,5 mm lång och 3 mm bred. Hela insektens yttre är täckt av korta piggar. Huvudet är fortfarande mest opigmenterat och har växt till att bli 2 mm långt och 1,9 mm brett. Den har små atennbildningar med tre sinnesorgan (sensilla) och mandiblerna är omkring 260 µm långa.
Larvens kropp har i det sista larvutvecklingsstadiet blivit blekt gul och når en längd på upp till 2,5 cm. Den är platt till formen och mer platt på buksidan med en mer rundad rygg, och är spetsig framtill. Huvudet är rundat, 1,1 mm långt och 1,0 mm brett där det är som bredast. Antennbildningarna är tydligare och cirkulära. Även mandiblerna har vuxit till sig till omkring 420 µm, har nu 4-5 tänder och de yttersta delarna har fått mörkare färg.
Kokongen består av två skilda väggar byggda av runda korn i en typ av utsöndrad substans. Den inre väggen är kraftig och mörkbrun medan den yttre är silkesartad, insidorna är svarta och mjuka.
Vid adult stadium har A. compressa en glänsande metallisk, blå-grön kropp och det andra och tredje benparets femur (lår) är rött.  Honorna är större än hannarna, omkring 22 mm, och har en gadd som används vid reproduktionen.

## Utbredning
Släktet Ampulex är omfattande och består till större delen av tropiska arter. A. compressa har störst spridning av dessa och återfinns i Asien, Afrika och kring Indiska oceanen i länder som Kina, Indien och Myanmar och på öar som St Helena och Nya Kaledonien. Den klarar sig bättre i varmare klimat och kyla kan hindra dess etablering på nya platser.
De ursprungliga levnadsmiljöerna för stekeln är skogsområden med träd som innehåller många passande habitat för dess byte, kackerlackor. Eftersom kackerlackor är vanliga i mänskliga konstruktioner som väggar och byggnader har stekeln följt efter dit.
Livslängden hos A. compressa varierar med temperatur och vid högre temperaturer lever stekeln i snitt 55 dagar och har en snabb utveckling av sina utvecklingsstadier. I kallare områden där stekeln är etablerad kan de lägre temperaturerna förlänga stekelns liv, de kan då leva upp till 84 dagar i fångenskap.

## Reproduktion

### Parning
Hannar av A. compressa som påträffar oparade honor närmar sig dessa med antennerna rakt fram, tätt intill varandra och börjar därefter kraftigt skaka på sin kropp. Det händer att honor jagar bort uppvaktande hannar, men om hannen lyckas med att para sig med honan tar proceduren ungefär en minut. Detta krävs för att äggen ska fertiliseras.

### Första sticket
En hona med fertiliserade ägg måste hitta en passande kackerlacka, ofta Periplaneta americana, att placera ett av äggen på. När en sådan kackerlacka upptäcks närmar sig honan kackerlackan snett framifrån tills den med ett snabbt hopp landar på kackerlackan. Där låser stekeln fast sig vid kackerlackans pronotum (ryggsköld) eller vid vingbasen med hjälp av sina mandibler varefter hon sticker kackerlackan med sin gadd i dess thorax (mellankropp). Innan honan har stuckit kackerlackan kan den kämpa för att komma loss. För att lyckas med att komma undan har kackerlackor iakttagits höja på sin kropp och vända sig bort för att skydda sig. Även sparkande rörelser med bakbenen och försök till att bita steklar som kommit för nära förekommer.  Efter det första stinget blir kackerlackan immobiliserad i 1-2 minuter då frambenen blir orörliga vilket underlättar för stekelns nästa stick.

### Andra sticket
Efter det första sticket sticker stekeln med stor precision kackerlackan en andra gång, den här gången i nacken. Detta stick gör inte kackerlackan fysiskt immobil utan försätter den istället i ett tillstånd där den tvättar sig intensivt i ungefär en halvtimme, vilket den gör utan att förflytta sig. Dessa beteenden hos kackerlackan tyder på att centrala nervsystemet (CNS) påverkas.
Steklar som experimentellt injicerats med aminosyror märkta med radioaktivt C14 använde dessa i sitt gift och när steklarna sedan stack kackerlackor kunde man se vart giftet tog vägen. Signalerna från det radioaktiva kolet visade att det mesta av giftet hamnade i hjärnan eller andra delar av CNS. Det första sticket hamnar i det främre mellankroppssegmentets ganglion och det andra sticket i cerebrala gangliet, hjärnan. Detta var första gången man kunde visa att en stekel injicerade sitt gift rakt in i sitt offers CNS, något som kräver väldigt hög precision. För att lyckas med detta måste sticket passera insektens blod-hjärnbarriär med hjälp av stekelns gadd. Därför har det föreslagits att gadden har känselstrukturer som gör att den kan känna igen nervvävnad inuti kackerlackans huvud.

### Förändrade beteenden på grund av stekelns gift
Det andra sticket A. compressa ger sitt byte har två effekter på kackerlackans beteende. Den första är att kackerlackan påbörjar sin överdrivna tvätt och den andra är att kackerlackan försätts i ett långvarigt stadium med minskad rörlighet (hypokinesi). De adaptiva fördelarna med det förlängda, utförliga tvättandet är inte helt klara, men det kan vara en bieffekt av giftet eller ha utvecklats så att kackerlackan rengör sig från till exempel ektoparasiter. Det kan även ha utvecklats eftersom kackerlackor som tvättar sig är stillastående och det hypokinetiska stadiet inte påbörjas förrän efter att tvättandet upphört, alltså kan ett behov av att behålla kackerlackan på plats finnas.
Det hypokinetiska stadiet medför att kackerlackan inte påbörjar spontana rörelser och inte svarar på yttre stimuli på samma sätt som icke-stuckna kackerlackor.. Däremot är kackerlackans rörelsesystem fortfarande funktionsdugliga vilket tyder på att den inte är paralyserad, utan har fallit i ett bildligt talat undergivet, zombie-liknande tillstånd där den inte gör motstånd mot stekeln. Kackerlackan kan börja gå men det krävs betydligt högre stimuli än i normala fall vilket tyder på att problemet verkar ligga i att motivera kackerlackan till att gå.
Ett tecken på att det inte är motoriken som är hämmad är att kackerlackorna fortfarande simmar när de sänks ned i vatten. En kackerlackas simmande kräver samma motorik som dess gång. När de sänks ned i en vattentunna, en väldigt stressig miljö eftersom de kan drunkna, påbörjar de flesta att simma mot tunnans vägg. Däremot ger de upp simmandet tidigare än icke-stuckna kackerlackor. Detta minskade simbeteende verkar inte bero på brist på rörelseförmåga eller på trötta muskler.
Stuckna kackerlackor utforskar inte nya områden på samma sätt som icke-stuckna, de flyr inte heller ifrån stimuli som normalt framkallar flyktbeteende. De kan däremot röra lite på sina antenner och i några fall gav ett stimulus mot bakkroppen ett hopp framåt, direkt följt av några steg bakåt mot stimulit. Stimuli som i vanliga fall utlöser flyktbeteende, som vindstimuli mot cerci (spröt baktill) eller taktilt stimuli mot antenner eller analplattorna, är inte effektiva hos stuckna kackerlackor.
Beteenden som att räta upp sig och att flyga är dock inte påverkade av A. compressas gift. Det är alltså gång som påverkas och inte alla beteenden. Detta icke-paralyserade, men ändå hämmade beteende, är en ovanlig effekt av en predators gift, och beteende som det överdrivna tvättandet har ännu inte upptäckts någon annanstans.

### Äggläggning på kackerlackan
Under tiden kackerlackan tvättar sig ger sig A. compressa iväg och letar upp en passande håla. När tvättperioden närmar sig sitt slut återvänder stekeln och gnager av kackerlackans antenner och äter av dess hemolymf (den vätska som finns i insekters cirkulationssystem, motsvarande blod hos vertebrater). Därefter leder A. compressa kackerlackan, via en av antennerna, till hålan hon har letat upp. I hålan limmar hon fast ett litet, vitt ägg på kackerlackans abdomen (bakkropp). Det finns fall i laboratorium då honorna har lagt två ägg på kackerlackan, dessa utvecklades alltid till två små hannar. Sedan förseglar stekeln hålan med hjälp av småsten, löv och annat materiel funnet i närheten.

### Larvens utveckling
Efter ett par dagar kläcks larven.  Den använder först kackerlackans hemolymf som föda för att sedan börja äta upp dess organ, till dess att alla organen är uppätna och den kan förpuppa sig i dess abdomen. Larvens fulla utveckling innan förpuppning tar ungefär sex dagar.
Stekelns gift sänker ämnesomsättningen vilket gör att kackerlackan behålls fräsch under en lång period utan föda och vatten. Detta är fördelaktigt eftersom larven inte tar sig in i kackerlackans abdomen förrän efter ungefär fyra dagar och först då börjar äta av dess organ. Sedan dör kackerlackan och efter 1-2 dagar förpuppar sig larven i kackerlackan. Hela A. compressas utveckling från ägg till adult tar ungefär 40 dagar och då bryter den sig ut ur sin kokong.